# Peseux (Jura)
Peseux település Franciaországban, Jura megyében. Lakosainak száma 295 fő (2022. január 1.). Peseux Champdivers, Chaussin, Chemin, Longwy-sur-le-Doubs, Saint-Aubin és Saint-Loup községekkel határos.

## Népesség
A település népességének változása:
| Lakosok száma | 210  | 322  | 257  | 271  | 306  | 313  | 320  | 320  | 312  | 295  |
|               | 1968 | 1982 | 1990 | 2006 | 2013 | 2015 | 2017 | 2019 | 2020 | 2022 |